# Carole Juge-Llewellyn
Carole Juge-Llewellyn, née en 1983 à Moulins (Allier), est une entrepreneuse et auteure française, fondatrice de l'entreprise Joone Paris.

## Biographie

### Enfance et études
Carole Juge passe son enfance à Vichy avec ses parents et sa sœur. Elle part en 2004 en Caroline du Nord pour étudier la littérature américaine. En 2010, elle soutient sa thèse de littérature à l'université Paris-Sorbonne sur l'écrivain américain Cormac McCarthy.
En 2016, elle obtient son MBA à l'École nationale des ponts et chaussées. La presse parle d'un « parcours atypique » à son égard.

### Carrière professionnelle
En 2015, elle fonde Mommyville, un réseau social entre futurs et jeunes parents. Celui-ci serait un échec en raison de l'absence de solidité du plan de développement. La même année, elle apparaît dans Taken 3 en tant que figurante.

En 2017, elle crée une seconde start-up, Joone,, qui propose des couches livrées à domicile chaque mois sur la base d’un abonnement.
Sur un autre plan, elle apporte son soutien à la marche contre l'antisémitisme du 12 novembre 2023.

### Autres fonctions
Elle est membre du board France Digitale.
Elle est également animatrice au sein du collectif Sista, dont l'objectif affichée est de rendre l'investissement plus inclusif. 
En 2024, Carole-Juge Llewellyn est chroniqueuse dans l'émission de M6 "La Grande Semaine" présentée par Ophélie Meunier.

## Prix et récompenses
- 2018 : Elle est nommée dans le Top 10 Inspiring Fifty France[16];
- Décembre 2020 : elle reçoit le prix de l’engagement du BFM Awards[17];
- 2022 : Elle fait partie de la liste du prix des 40 Femmes Forbes France[18];
- En 2022, elle fait partie des quatorze femmes dirigeantes ou fondatrices dans l'indice gouvernemental FT 120[19].

## Publications
- Une ombre chacun, Paris, Belfond, 304 p. (2017)   (ISBN 978-2714476104)[20]
- Boss Mama, Éditions Prisma, 213 p. (2023)[21],[22]